# قرار مجلس الأمن التابع للأمم المتحدة رقم 1334
قرار مجلس الأمن التابع للأمم المتحدة رقم 1334، المتخذ بالإجماع في 22 كانون الأول / ديسمبر 2000، بعد الإشارة إلى القرارات 1270 (1999) و1289 (1999) و1313 (2000) و1317 (2000) و1321 (2000) بشأن الحالة في سيراليون، فإن المجلس مدد ولاية بعثة الأمم المتحدة في سيراليون حتى 31 مارس 2001. كان القرار أخر قرار تم اعتماده في عام 2000.
وأعرب مجلس الأمن عن قلقه إزاء الحالة الهشة في سيراليون. وأشار إلى اتفاق أبوجا الموقع في 10 تشرين الثاني / نوفمبر 2000 في العاصمة النيجيرية أبوجا بين حكومة سيراليون والجبهة الثورية المتحدة، وأعرب عن قلقه من أن الأخيرة لم تف بالتزاماتها بموجب الاتفاق.
وأشار القرار إلى أن الأهداف الرئيسية لبعثة الأمم المتحدة في سيراليون هي بسط سلطة الدولة، واستعادة القانون والنظام، وتحقيق الاستقرار في البلاد، والمساهمة في جهود السلام من خلال برامج نزع السلاح والتسريح وإعادة الإدماج، وبالتالي فإن البعثة بحاجة إلى التعزيز. ورحب بالجهود التي يبذلها الأمين العام كوفي عنان لتأمين التزامات بإرسال قوات إضافية لبعثة الأمم المتحدة في سيراليون، ودعا الدول إلى النظر في المساهمة بقوات لحفظ السلام. وسيستجيب المجلس على وجه السرعة للتوصيات التي قدمها الأمين العام بشأن قوة العملية وولايتها.

## روابط خارجية
- نص القرار في undocs.org